# Dietrich Walther
Dietrich Walther (* 6. Februar 1942 in Stettin; † 12. November 2016) war ein Unternehmer aus Iserlohn und Gründer der privaten Fachhochschule BiTS.
Er wurde bekannt als Vorstandschef des Unternehmens Gold-Zack Werke AG, das nach seiner Umwandlung in eine Beteiligungsgesellschaft und weiteren Tätigkeiten im Immobiliengeschäft 2003 Insolvenz anmelden musste. Seine Unternehmerkarriere begann er als Trainee bei Unilever, gründete allerdings bereits im Jahr 1972 eine Spezialleasingfirma, die 400 Millionen Mark Umsatz erwirtschaftete. Diese verkaufte er an die Genossenschaftsbanken. Dort wird sie noch heute als VR Smart Finanz weitergeführt.
Walther spezialisierte sich auf das Geschäft mit dem IPO (Initial Public Offering), d. h. das erstmalige öffentliche Anbieten von Aktien an der Börse, das von den deutschen Banken lange Zeit vernachlässigt worden war. Als Unternehmensberater beriet er z. B. die Firmen Kampa und Gerry Weber bei ihren Börsengängen. Ende der 1990er Jahre machte er gemeinsam mit Alfred Wieder die Gold-Zack AG zu einem der führenden deutschen Aktien-Emissionshäuser, insbesondere für Aktien des Neuen Marktes. Das Geschäft mit den Börsengängen wurde für ihn überaus lukrativ. Er suchte als Marketingexperte nach Firmen, die er als „Mauerblümchen mit Sexappeal“ einstufte und beteiligte sich vor dem Börsengang oftmals mit 20 bis 30 Prozent an ihnen. Dann verbesserte er das Firmen-Image, was beim Börsengang zu einem höheren Börsenwert des Unternehmens führte.
Walther gründete 2000 die Business and Information Technology School und war bis zum 30. November 2010 deren Präsident. Mit Wirkung vom 19. November 2010 wurde er zum ordentlichen Mitglied der Europäischen Akademie der Wissenschaften und Künste berufen. Seit Dezember 2010 war er alleiniger Inhaber der Internatsschule am Seilersee.
Im Januar 2009 verlieh die Nationale Akademie der Wissenschaften der Ukraine in Kiew Walther die Ehrendoktorwürde der Wirtschaftswissenschaften.
In seiner Freizeit engagierte sich Dietrich Walther als Vorsitzender des Reitervereins Iserlohn e.V.
Dietrich Walther starb am 12. November 2016 im Alter von 74 Jahren.